# Nello Pini
Nello Pini (Livorno, 12 dicembre 1921 – Livorno, 3 marzo 1993) è stato un designer, ebanista e imprenditore italiano.

## Biografia

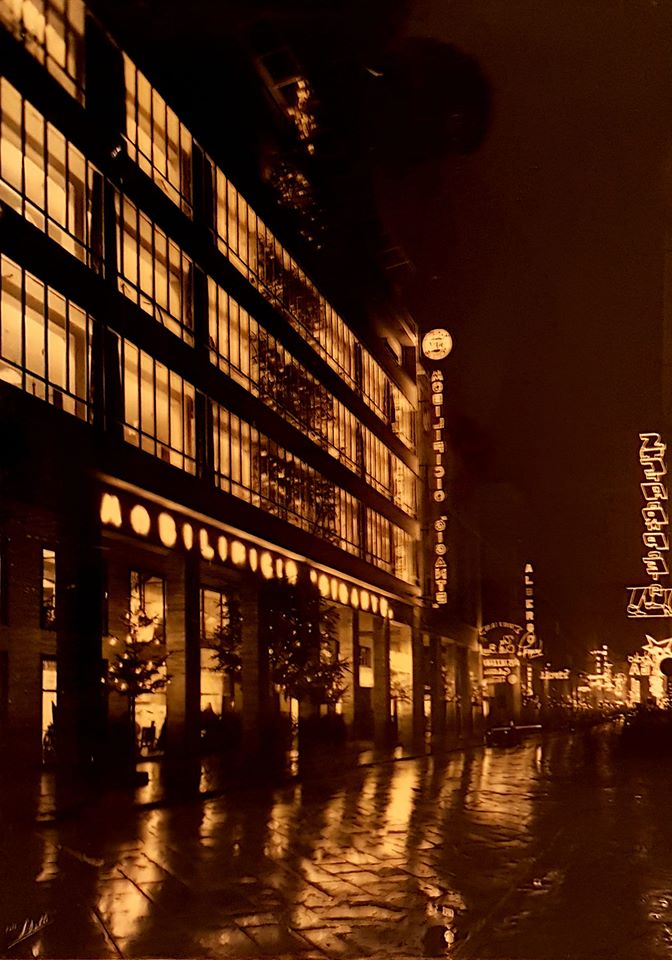
Palazzo di Cristallo Pini - Via Grande - Livorno, dicembre 1956

Figlio dell'ebanista e fondatore dello studio di design PINI Pilade Pini, realizzò importanti design d'interni tra cui gli interni dell'Accademia Navale, l'ingresso del Teatro La Gran Guardia e il design della celebre poltrona Oscar Armchair.  

### Anni trenta e quaranta
Al fianco del padre Pilade Pini Nello Pini si dedicò allo studio del disegno d'interni e l'approfondimento delle tecniche ebanistiche. Nel dopoguerra Nello Pini aiuto le forze armate americane nella costruzione della base americana Camp Darby con la costruzione di case prefabbricate in legno dalla ditta Pini e come premio gli fu affidata la manutenzione e ricostruzione di tutti gli impianti A.R.A.R. della zona, compreso quella della Divisione Medical della Quinta Armata. Nel 1949 presentò al Salone del Mobile di Milano, allora denominata Fiera di Milano, il concept della sua cucina monoblocco in acciaio smaltata denominata PASA.

### Anni cinquanta e sessanta
Nel 1950 Nello Pini disegna l'opera che lo rese famoso in tutto il mondo, la poltrona Oscar Armchair. Una poltrona dalle linee affusolate e lineari in netta contro tendenza con lo stile dell'epoca. Al suo interno cela un meccanismo completamente meccanico e invisibile che permette, con una leggera pressione allo schienale, la regolazione e l'inclinazione della poltrona e l'uscita del supporto gambe. Rapidissimo fu il successo della poltrona Oscar che fu brevettata a livello internazionale (Inghilterra, Francia, Spagna, Austria, Svizzera, Olanda, Italia, Stati Uniti d'America) ed esportata in molti paesi. Nello Pini cambio denominazione dello studio Pini in Mobilificio Gigante Pini. Grazie al successo del suo design costruì la sua sede storica nella centralissima Via Grande appena ricostruita dopo essere stata devastata dai bombardamenti della seconda guerra mondiale. L'edificio denominato Palazzo di Cristallo Pini fu disegnato dallo stesso Nello in uno stile moderno e funzionale, grazie alla sua avveniristica facciata in pannelli di cristallo divenne una vera attrazione negli anni sessanta e settanta specialmente per il suo albero natalizio alto 5 piani e visibile direttamente dall'esterno.

### Anni sessanta e ottanta
Nello Pini già nei primi anni ‘60 stava immaginando di costruire una sede ancora più grande del Palazzo di Cristallo per soddisfare la futura crescita del suo sogno imprenditoriale ed etico. Desiderava avere uno spazio culturale dove il lavoro potesse incontrare quello dell’arte, dove le scuole potessero entrare e scoprire il magico processo creativo della costruzione di un mobile. Nel 1970 nacque a Livorno il progetto Interiordesign Pini. Una superficie di 15.000 mq in grado di ospitare fino a 1.200 persone. Interiordesign conteneva una grande esposizione permanente del design d’arredamento con le migliori firme internazionali, una galleria d’arte e cinque nuovi capannoni attrezzati con le migliori tecnologie per la lavorazione del legno.
Il 2 Giugno 1981 Nello Pini viene nominato Commendatore dell’Ordine al merito della Repubblica Italiana su proposta della Presidenza del Consiglio dei Ministri.
Nello Pini usava dire di sé stesso: Sono un semplice falegname... ma con tanta fantasia.

## Cronologia sintetica
- 1920 - Nasce la Ditta Pilade Pini e Carlo Fratelli Pini - Mobili e Infissi, lavorazione elettrica del legno.
- 1930 - Arredamento delle storiche villette eclettiche dell'attuale Viale Italia.
- 1930 - Realizzazione interni della "Baracchina Rossa" (Viale Italia, Livorno) e interni dell'Accademia Navale.
- 1933 - Realizzazione interni dei "Bagni Imperiali" di Tirrenia (Pisa).
- 1933 – Realizzazione dello scalone centrale dei "Granai" di Villa Mimbelli.
- 1934 - Realizzazione edifici componibili in legno per il Genio Militare.
- 1934 - Realizzazione interni per la sede della Cassa di Risparmio di Piombino (Livorno).
- 1936 - Realizzazione degli infissi di tutte le colonie di Calambrone (Pisa).
- 1937 - Realizzazione degli infissi dell'Ospedale Costanzo Ciano (oggi Spedali Riuniti).
- 1939 - La ditta Pini si trasferisce in Via Garibaldi.
- 1945 - Realizzazione di edifici in legno per la base statunitense Camp Darby.
- 1946 - Realizzazione interni per la nuova sede della Cassa di Risparmio di Piombino (Livorno).
- 1947 - Nello Pini sposa Marisa Quaglierini, sorella del famoso olimpionico Ottorino Quaglierini, capovoga dei mitici "Scarronzoni" e noto imprenditore immobiliare con il quale costruirà il Palazzo di Cristallo di Via Grande in Livorno.
- 1949 - Alla Fiera di Milano Pini presenta la prima cucina al mondo monoblocco in acciaio smaltato denominata "Pasa"
- 1950 – Alla Fiera di Milano avviene l'anteprima mondiale della parete a soffietto denominata "OscarFlex"
- 1950 – Nello Pini presenta la poltrona  "Oscar Armachair", brevettata ed esportata nei principali mercati dell'epoca.
- 1954 - Inaugurazione della sede storica in Via Grande a Livorno; il palazzo alto 7 piani fu costruito su progetto personale di Nello Pini e realizzato in soli 6 mesi.
- 1954 - Nello Pini presenta il divano scomponibile "Divanetto".
- 1956 - Nello Pini presenta la poltrona con meccanismo oleodinamico "P/3 Scacciapensieri".
- 1957 - Nello Pini presenta la poltrona "Oscar Jazz".
- 1959 - Nello Pini presenta la poltrona compatta "Poltroncina".
- 1960 - Realizzazione ingresso del Teatro La Gran Guardia in Via Grande, sempre a Livorno.
- 1960 -  Alla Fiera di Milano avviene l'anteprima mondiale della poltrona "Oscar" destinata ad esser venduta nei principali mercati mondiali.
- 1963 - Nello Pini presenta la poltrona "Club".
- 1969 - Nello Pini presenta la poltrona "Moon" per celebrare il primo uomo sulla luna.
- 1970 - Nello Pini inaugura il suo nuovo mobilificio Gigante Pini in Via Firenze.
- 1981 - Nello Pini riceve l'onorificenza di Commendatore dell'Ordine al merito della Repubblica italiana.
- 1993 - Il 3 marzo 1993 Nello Pini muore a Livorno nella sua abitazione all'ultimo piano del Palazzo di Cristallo Pini.

## Principali opere di Nello Pini

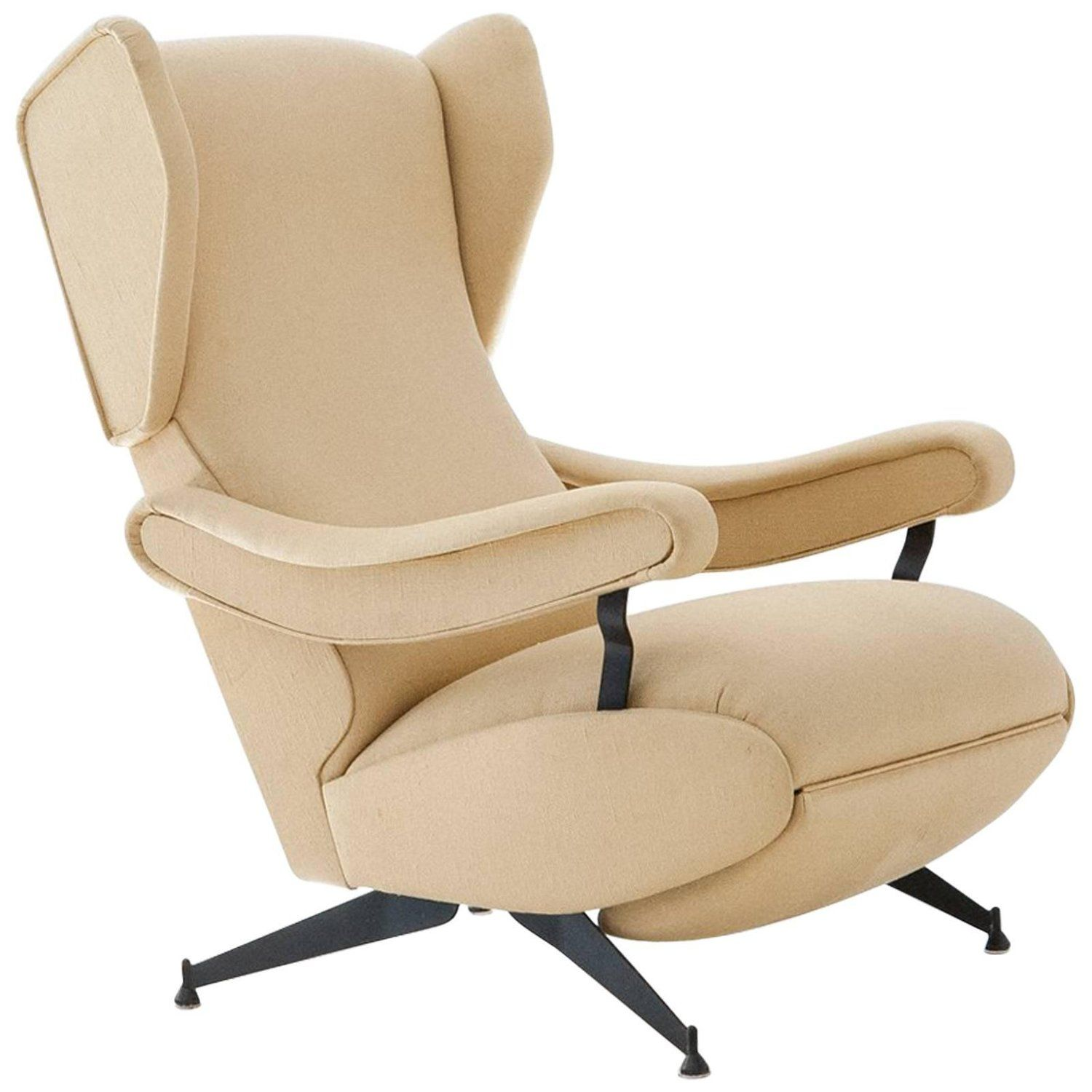
Oscar Armchair, 1950
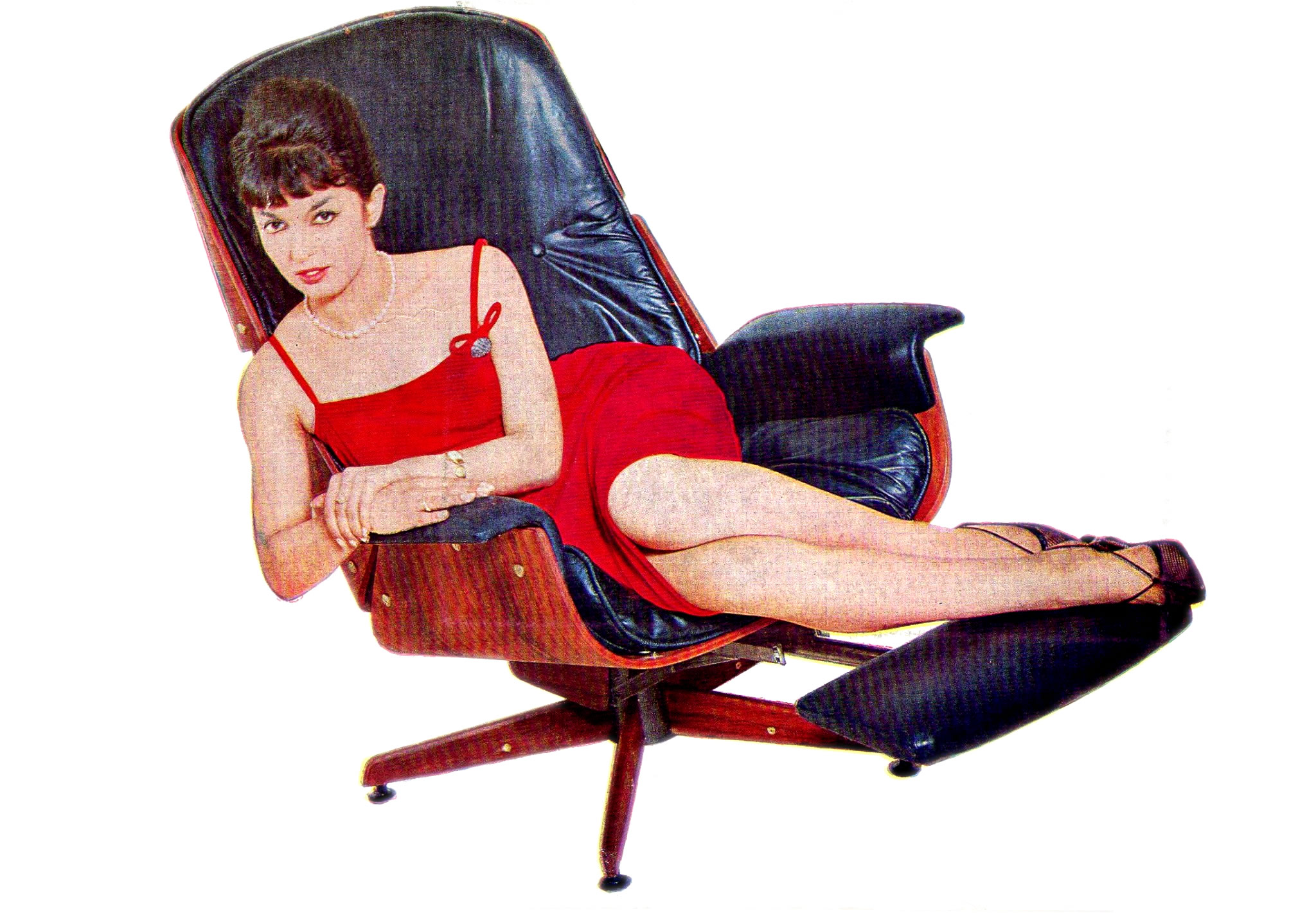
P/3 Scacciapensieri, 1956
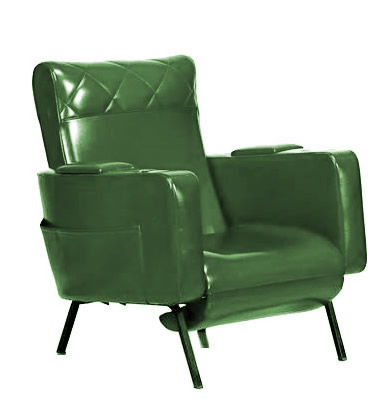
Club, 1963